# Изолета I (Фрозиноне)
Изолета I је насеље у Италији у округу Фрозиноне, региону Лацио.
Према процени из 2011. у насељу је живело 466 становника. Насеље се налази на надморској висини од 96 м.